# 亞哥花園
亞哥花園（英語：Encore Garden）位於台中市北屯區大坑風景區，一座已停業的國內首座歐式花園型遊樂園。曾是台灣地區主要遊樂區之一，並多年入選前十大民營遊樂區。於2017年園區停車場出租作為「速邑國際賽車場」使用。
以種植各種花卉奇樹和當時全國唯一的夜間水舞秀、水幕電影為賣點，亦有遊樂設施及劇場表演歌舞，也是中華電視公司大型戶外綜藝節目《百戰百勝》錄影地點之一。

## 園區設施
戶外立體音樂噴泉、羊咩咩親子園、花臺圍牆園、賞鳥園、兒童遊樂場、史前巨獸屋、健康步道、歐式造景區、美式造景區、日式造景區等。機械遊樂設施為宇宙戰鬥機、音樂馬車、火鳳凰、沖天飛船、離心椅及碰碰車等。

## 歷史

### 創立
1982年，彰化縣埔鹽鄉土地主家庭出身的莊文勤，藝名文平，為正聲廣播節目主持人和台中廣播創辦人。其在大坑山區買下的山坡地成立亞哥花園，以媒體宣傳手法與歐式景觀設計打開知名度。1989年，華視《百戰百勝》與莊文勤洽談合作，敲定在亞哥花園搭設各項錄影遊樂設施，每隔週日及週一在亞哥花園錄影。行政院新聞局釋出調頻廣播電台頻道時，莊文勤聯合其姪子與周姓廣播同業，透過專業公司規劃爭取到一張廣播執照，此即台中廣播的起源；因此1995年台中廣播商標與亞哥花園商標相似度極高，直到莊文勤出售台中廣播股權。

### 興起
1984年亞哥花園榮登臺灣省十大熱門風景區，且連續3年保持在前5名。據交通部觀光署的歷年主要觀光遊憩區遊客人數統計資料，亞哥花園於1989年創下150萬人次的紀錄，全國排名第6，遊樂園排名第1；其霸主地位一直維持到1993年，幾乎每年都有100萬人次以上。1993年的亞哥花園全年營收達到新臺幣3億餘元，稅後盈餘達到新臺幣5,600多萬元。《百戰百勝》主持人胡瓜於2017年6月23日東森綜合台談話性節目《醫師好辣》錄影中披露，亞哥花園因《百戰百勝》帶動觀光人潮，春節假期可進帳新台幣2億元，周邊效益驚人。

### 沒落
因亞哥「花園」特性，與一般機械式遊樂區（如劍湖山世界）不同，遊客重遊比率較低。此後隨著市場競爭者增多，亞哥花園遊客人數減少；加上莊文勤積極投入土地開發，不但加碼購進大坑一帶的山坡地，又進軍中國大陸地產事業，相繼失利導致負債越滾越多。1996年亞哥花園虧損新臺幣8,300萬元，1997年再虧損新臺幣3,800萬元，連續兩年的虧損賠光1993年至1995年的獲利。1999年921大地震後，亞哥花園遊客銳減；2008年，亞哥花園宣告歇業，園區荒廢至今。
2005年亞哥花園獲得外部資金挹注，原計劃陸續增加溫泉SPA設施，並規劃度假休閒飯店；2010年8月10日，中華民國交通部廢止亞哥花園經營範圍之觀光地區 ；2011年，因業者滯欠地價稅、營業稅，亞哥花園被拍賣。直到2011年12月29日，欠稅將近新臺幣5,000萬元、歷經5年來多次拍賣流標的亞哥花園32公頃土地，由法務部行政執行署臺中行政執行處以新臺幣5億530萬元拍出，得標者是臺中市一家建設公司。2014年英國地鐵報盤點全球10大恐怖廢棄遊樂園，亞哥花園名列第8名。

### 轉型
2017年中旬，台中市超跑車商「速邑國際」負責人戴曉祥以每月新臺幣20萬元承租原亞哥花園停車場用地，整建為臺灣第一座立體賽車場「速邑國際賽車場」；未來將規劃成一個溫泉露營園地，並且修復亞哥花園原有的遊樂設施，重新復甦台中人的後花園。
2018年3月1日，臺中市政府都市發展局表示，亞哥花園目前土地使用分區編定為第一種遊憩區，賽車場並不屬於原本許可範圍，而且該局並未接獲業者申請賽車跑道與建築物的雜項執照；而業者改口稱，這只是車友聚會的練習場，並非賽車場。台中市都發局在會勘之後承諾，只要業者依法變更使用，市府願以輔導取代開罰。

## 外部連結
- 亞哥育樂股份有限公司-台灣公司網]（繁體中文）（页面存档备份，存于）
- 速邑國際賽車場的Facebook專頁（繁體中文）（页面存档备份，存于）